# Піза (футбольний клуб)

Логотип клубу у 2009—2017 роках.

Піза (італ. Pisa Sporting Club) — італійський футбольний клуб з однойменного міста.

## Досягнення
- Серія А:
  -  Срібний призер (1): 1920/21

- Серія B:
  -  Чемпіон (1): 1984/85
  -  Срібний призер (4): 1967/68, 1986/87, 1989/90, 2024/25
  -  Бронзовий призер (1): 1981/82

- Кубок Мітропи:
  -  Володар (2): 1986, 1988
  -  Фіналіст (1): 1991

## Відомі гравці
- Дієго Сімеоне
- Віталій Кутузов
- Дунга
- Генрік Ларсен
- Леонардо Бонуччі
- Родольфо Волк
- Крістіан В'єрі
- Марко Тарделлі
- Вім Кіфт
- Массіміліано Фарріс

## Відомі тренери
- Мірча Луческу
- Дженнаро Гаттузо